# Herb gminy Zakrzówek
Herb gminy Zakrzówek – jeden z symboli gminy Zakrzówek, autorstwa Kamila Wójcikowskiego i Roberta Fidury, ustanowiony 30 lipca 2014.

## Wygląd i symbolika
Herb przedstawia na tarczy w polu błękitnym postać św. Mikołaja z nimbem złotym, w tunice srebrnej, płaszczu czerwonym spiętym fibulą, takież czapce biskupiej, trzymającego w prawicy pastorał złoty w skos, w lewicy przy piersi księgę oprawioną czerwono, na której trzy kule złote, 1 i 2. Postać nawiązuje do wezwania kościoła parafialnego w Zakrzówku. Zakrzówecka parafia została erygowana w 1592 roku. Imię Mikołaj nosiło wielu opatów klasztoru cysterskiego w Koprzywnicy, który był właścicielem Zakrzówka i fundatorem kościoła parafialnego.

## Historia

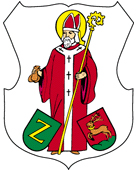
Herb gminy Zakrzówek do 2014 roku

Herb przedstawiający Św. Mikołaja funkcjonował w gminie Zakrzówek na długo przed przyjęciem obecnego herbu. Różnił się on barwami oraz umieszczeniem u stóp Mikołaja tarczek z inicjałem Z oraz z herbem województwa lubelskiego. Ponadto, święty trzymał w prawicy inny atrybut (woreczek). Herb w tej postaci uzyskał negatywną opinię Komisji Heraldycznej. Ostateczną stylizację herbu opracowano w roku 2014 i przyjęto 30 lipca 2014.